# Adelina Jalikova
Adelina Jalikova (18 de diciembre de 2002) es una deportista de Rusia que compite en atletismo. Ganó una medalla de plata en el Campeonato Europeo de Atletismo Sub-20 de 2019, en la prueba de salto de altura.